# Wolfgang Gieler
Wolfgang Gieler (* 1960 in Bonn) ist ein deutscher Politikwissenschaftler und Ethnologe.

## Leben
Er studierte Politikwissenschaft, Ethnologie, Soziologie und Pädagogik an der Universität Münster und der University of Ife in Nigeria und sammelte mehrjährige Erfahrung im Bereich der nichtstaatlichen deutschen Entwicklungszusammenarbeit. Er lehrte an deutschen Universitäten in Hannover, Kassel und Jena. Er hatte Gastprofessuren unter anderem an der Universität Minsk, der Universität Wien, der Sakarya Üniversitesi in der Türkei, der Universität Manama in Bahrain, der Universität Ouagadougou in Burkina Faso, der FH Münster und der Universität Uyo in Nigeria.
Ab 2002 war er Professor für Intercultural and International Studies an der privaten Okan Universität in Istanbul.

## Schriften (Auswahl)
- Die Entwicklungspolitik der ehemaligen DDR. Wandel von SED zur PDS/Die LINKE. Bonn 2012, ISBN 978-3-940766-58-8.
- World politics and foreign policy. A geographic primer. Bonn 2013, ISBN 978-3-940766-57-1.
- Vergessene Konflikte. Bonn 2013, ISBN 978-3-940766-60-1.
- Das politische System von Belarus. Geschichte, Grundlagen und Entwicklungsperspektiven. Berlin 2013, ISBN 978-3-643-11813-4.